# Aliteus
Aliteus là một chi bọ cánh cứng trong họ 
Elateridae.
Chi này được miêu tả khoa học năm 1857 bởi Candèze.

## Các loài
Các loài trong chi này gồm:
- Aliteus adspersus Herbst
- Aliteus farinosus (Olivier, 1792)
- Aliteus reichei (Candèze, 1857)